# پانینی
مهرشی پانینی (سانسکریت: पाणिनि، آوانگاری: Pāṇini، سدهٔ چهارم پیش از میلاد) یکی از زبان‌شناسان هند باستان است که دستور زبان کاملی برای زبان سانسکریت تدوین کرده‌است. این دستور به مطالعهٔ زبان گفتاریِ سانسکریت متداول در زمان خود او اختصاص یافته‌است و برای دوره‌ای بیش از دوهزار سال الگوی اصلی دستورهایی بود که برای زبان سانسکریت نگاشته شده‌اند.